# چیلچین‌بیتو (آریزونا)
چیلچین‌بیتو (به انگلیسی: Chilchinbito) یک منطقهٔ مسکونی در ایالات متحده آمریکا است که در شهرستان ناواهو، آریزونا واقع شده‌است. چیلچین‌بیتو ۶۱٫۵۷ کیلومتر مربع مساحت و ۲۳۶٬۱۲۳ نفر جمعیت دارد و ۱٬۸۱۴ متر بالاتر از سطح دریا واقع شده‌است.